# DAF 95

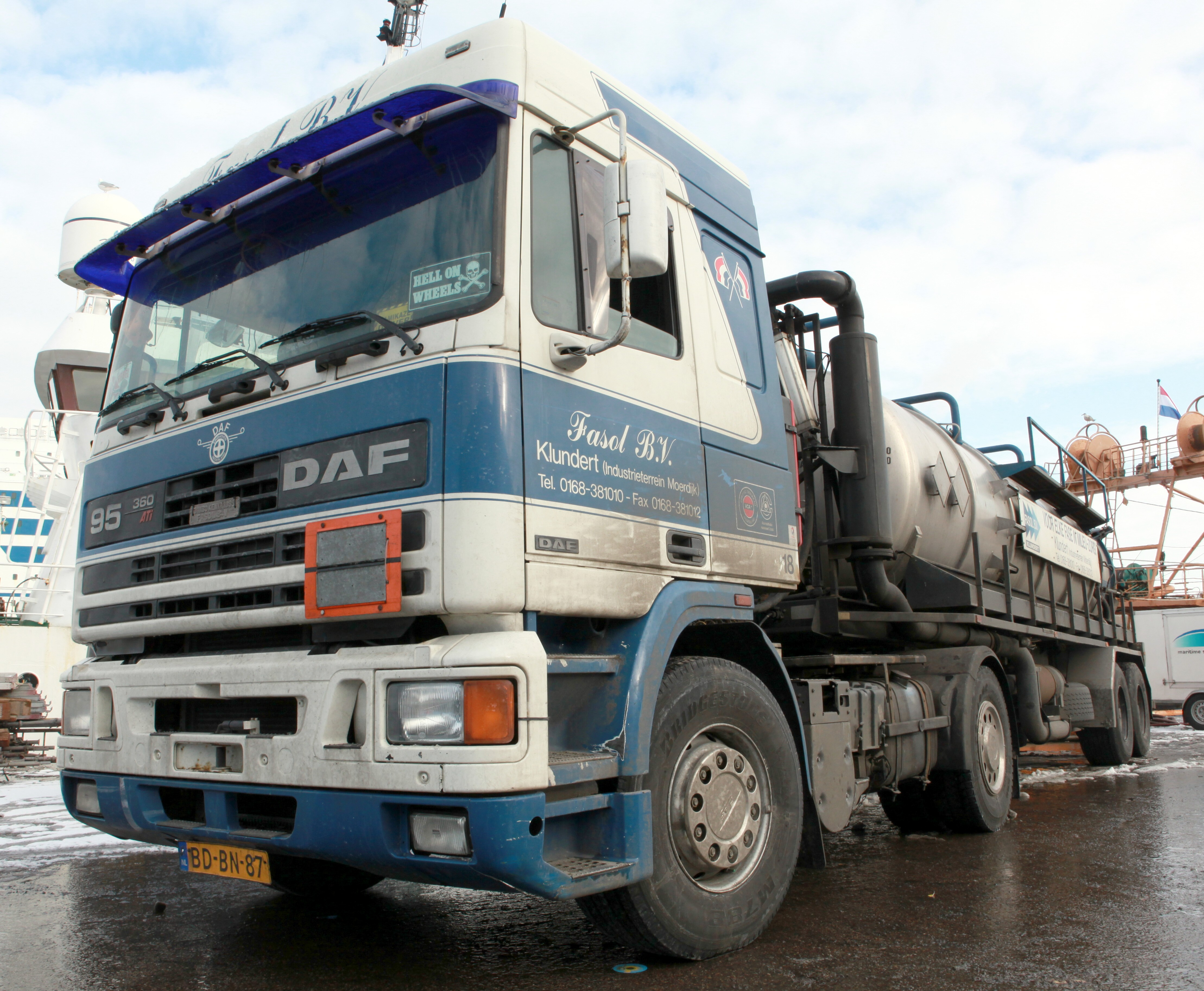
DAF 95

Der DAF 95 war ein LKW der 1987 von DAF (Automobile) als Nachfolger der DAF-2800-Serie eingeführt wurde. Er war mit dem Ziel entwickelt worden, eine hohe Transportleistung bei geringen Betriebskosten zu ermöglichen. Der DAF 95 hatte einen Advanced-Turbo-Intercooling-Motor (abgekürzt ATI) und war mit den folgenden Kabinen erhältlich:
- Fahrerhaus (DAF FT 95)
- Sleeper
- Topsleeper
- Space Cab
- Super Space Cab

Der DAF 95 wurde auf der Internationalen Automobil-Ausstellung Nutzfahrzeuge 1987 zum ersten Mal der Öffentlichkeit vorgestellt. Als Motorisierung war zunächst nur ein ATi-Dieselmotor mit 11,6 Litern Hubraum, 6 Zylindern und 228, 257 oder 280 kW (310–380 PS) erhältlich. 1988 wurde der DAF 95 zum Truck of the Year gewählt.
1990 erfolgte ein kleines Facelift, das den vorderen Stoßfänger sowie das DAF-Logo betraf. Der Motor war nun auch mit 242, 265 und 294 kW (330–400 PS) verfügbar. Wegen der Fusion mit Leyland DAF wurde der LKW im Vereinigten Königreich dann auch als Leyland DAF 95 vermarktet.
1992 erschien eine neue Topmotorisierung in Form einer 316-kW-Variante. 1994 folgte schließlich eine spezielle Variante, der Super Space Cab 95.500 mit einem Cummins-Engine-Dieselmotor (14 Liter Hubraum, 373 kW, 6 Zylinder). Diese Motorisierung gab es nur beim Super Space Cab, während bei den anderen Modellvarianten lediglich die kleineren Motoren erhältlich waren.
Aus dem Super Space Cab 95.500 wurde das Nachfolgemodell DAF 95XF entwickelt und 1997 auf den Markt gebracht.